# Вайчулайтис, Антанас
Антанас Вайчулайтис (лит. Antanas Vaičiulaitis; 23 июня 1906, дер. Дидейи Шельвяй (ныне в Вилкавишкском районе Литвы), Российская империя — 22 июля 1992, Вашингтон (округ Колумбия) США) — литовский писатель, поэт, дипломат, переводчик и литературный критик.

## Биография
Образование получил в университетах Витовта Великого в Каунасе, Гренобля и Сорбонна в Париже. Изучал литовскую филологию и литературу, педагогику, психологию. Затем работал преподавателем Вильнюсского университета.
В 1939 году был назначен атташе по культуре в посольстве Литвы в Ватикане. В 1940 году эмигрировал в США. Работал преподавателем, на радиостанции «Голосе Америке» и в газетах.

## Творчество
А. Вайчулайтис — прозаик-реалист и поэт. Издал несколько сборников стихов, рассказов, других литературных работ.
Писал поэтические новеллы о связи человека с природой, а также короткие новеллы с довольно трагическими сюжетами. Наиболее часто встречающийся мотив — смерть в разных её проявлениях.
Много переводил с французского на литовский язык, в частности, Оскара Милоша.

## Избранная библиография
- Валентина (роман, 1936)
- Gluosni daina (1966).

## Память

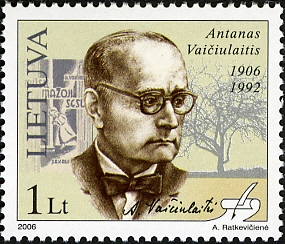
Марка почты Литвы

- В 2006 году вышла марка серии «Известные люди Литвы» с изображением портрета Антанаса Вайчулайтиса.